# فرد وليامز (لاعب كرة سلة)
فرد وليامز (28 يوليو 1896 بكانساس سيتي في الولايات المتحدة - 27 فبراير 1937 بغكسلسيور سبرنغز في الولايات المتحدة) (بالإنجليزية: Fred Williams)‏ هو لاعب كرة سلة أمريكي في مركز الوسط. لعب مع Missouri Tigers men's basketball ‏.